# Cantone di Paulhaguet
Il Cantone di Paulhaguet era una divisione amministrativa dell'Arrondissement di Brioude.
A seguito della riforma approvata con decreto del 17 febbraio 2014, che ha avuto attuazione dopo le elezioni dipartimentali del 2015, è stato soppresso.

## Composizione
Comprendeva 19 comuni:
- Chassagnes
- Chavaniac-Lafayette
- La Chomette
- Collat
- Couteuges
- Domeyrat
- Frugières-le-Pin
- Jax
- Josat
- Mazerat-Aurouze
- Montclard
- Paulhaguet
- Saint-Didier-sur-Doulon
- Sainte-Eugénie-de-Villeneuve
- Saint-Georges-d'Aurac
- Sainte-Marguerite
- Saint-Préjet-Armandon
- Salzuit
- Vals-le-Chastel